# 中華民国国慶日
中華民国国慶日（ちゅうかみんこくこっけいじつ）は、中華民国の建国記念日（開国記念日は1月1日であり、国慶節を建国記念日と訳す事を疑問とする議論もある）。別称は双十節、双十国慶、双十慶典。1911年10月10日（清宣統三年辛亥年）に発生した武昌起義を記念している。武昌起義は辛亥革命の発端となり、その2か月後には中国各地で革命運動が続発し清朝が崩壊し、アジア初の共和制国家である中華民国が成立した。
国慶日は中華民国の国定祝日の一つであり、毎年政府主催の祝賀行事が行なわれており、また世界各地の華僑による祝賀活動も行なわれている。その中でも日本やアメリカのシカゴとサンフランシスコの中華街では祝賀パレードが毎年実施されている。
香港では1997年に中華人民共和国に返還される以前は市民による祝賀行事が行なわれていた。特に中華民国の支持者が居住する調景嶺、荃湾等の地域では中華民国の国旗が街を埋め尽くしていた。1997年以降、香港政府は関連する活動の禁止を明文化していないが、街中の横断幕や幟旗などは警察により「政府使用空間」との理由により排除され、また活動も個人の資格で執り行われるようになった。